# 6812 Robertnelson
6812 Robertnelson este o planetă minoră (asteroid), cu un diametru de 9,204 km, din centura de asteroizi. A fost descoperită pe 7 noiembrie 1978 la Observatorul Palomar de Eleanor F. Helin și a fost numită după Robert M. Nelson⁠(d). 
Obiectul prezintă o orbită caracterizată de o semiaxă mare de 3,1303531 UAi, o excentricitate de 0,11, o înclinație de 0,87781 ° în raport cu ecliptica.